# Leah Pipes
Leah Marie Pipes (* 12. srpna 1988, Los Angeles, Kalifornie, Spojené státy americké) je americká herečka. Nejvíce se proslavila rolí v televizním seriálu Život v divočině, filmem Spolek nemilosrdných a rolí v televizním seriálu stanice The CW The Originals.

## Kariéra
Jejím televizním debutem se stala v roce 2001 role v populárním seriálu Angel. Vedlejší roli získala v televizním seriálu Lost at Home a objevila se v Disney Channel původním filmu Dokonalost sama jako Samantha Jacobs. V roce 2006 se objevila ve filmu Fingerprints (vydán byl v roce 2008). Také se objevila v televizních seriálech jako Drzá Jordan a Drak a Josh. Jako Jessie se objevila v seriálu Clubhouse.
Mezi lety 2007-2008 hrála roli Katie v televizním seriálu Život v divočině. Vedlejší roli získala v seriálu Terminátor: Příběh Sáry Connorové. Jako Beth se objevila v televizním seriálu stanice ABC The Deep End, který měl premiéru 21. ledna 2010.
V roce 2009 získala první hlavní roli ve filmu Spolek nemilosrdných. Dále se objevila v seriálech jako Zákon a pořádek: Los Angeles a Obhájci. V roce 2012 začala natáčet film po boku Mischy Barton a Ryana Eggold Into the Dark.
V roce 2013 získala roli v televizním seriálu stanice The CW The Originals.

## Osobní život
V roce 2011 začala chodit s hercem a muzikantem A.J. Trauthem. Pár se zasnoubil v lednu roku 2014. Dne 6. prosince 2014 se vzali v Santa Barbaře v Kalifornii. V květnu 2019 požádala Pipes o rozvod.

## Filmografie

### Film
| Rok  | Název                           | Role            | Poznámky            |
| ---- | ------------------------------- | --------------- | ------------------- |
| 2006 | Fingerprints                    | Melanie         |                     |
| 2007 | Krok správným směrem            | Sara Davis      |                     |
| 2009 | Spolek nemilosrdných            | Jessica Pierson |                     |
| 2009 | Fault Line                      |                 |                     |
| 2011 | Conception                      | Carla           |                     |
| 2011 | Cousin Sarah                    | Sarah           |                     |
| 2011 | Literally, Righ Before Aaron    | Leah            | krátkometrážní film |
| 2011 | Musical Chairs                  | Mia             |                     |
| 2012 | I Will Follow You Into the Dark | Astrid Daniels  |                     |
| 2014 | The Devil's Hand                | Sarah           |                     |
| 2019 | Heatstroke                      | Claire          | krátkometrážní film |
| 2019 | A Beauty & The Beast Christmas  | Ginger Holiday  |                     |

### Televize
| Rok       | Název                               | Role              | Poznámky |
| --------- | ----------------------------------- | ----------------- | --- |
| 2001      | Angel                               | Stephanie Sharp   | 2 díly |
| 2003      | Lost at Home                        | Sara Rouse        | hlavní role, 6 dílů |
| 2004      | Dokonalost sama                     | Samantha          | TV film |
| 2004      | Drake a Josh                        | Mandi             | díl: „Football“ |
| 2004–2005 | Clubhouse                           | Jessie            | vedlejší role, 5 dílů |
| 2005      | Fertile Ground                      | Tess              | TV film |
| 2005      | Malcolm v nesnázích                 | Stephanie         | díl: „Tiki Lounge“ |
| 2005      | Odd Girl Out                        | Stacy Larson      | TV film |
| 2006      | Sběratelé kostí                     | Kelly Morris      | díl: „Kluk v plachtě“ |
| 2006      | Žralok                              | Jordan Metcalfe   | díl: „Hříchy mládí“ |
| 2007      | Drzá Jordan                         | Melissa Ripton    | díl: „Tajemná mumie“ |
| 2007-08   | Život v divočině                    | Katie Clarke      | hlavní role, 12 dílů |
| 2008      | Posel ztracených duší               | Kylie             | díl: „Horrow Show“ |
| 2008      | Terminátor: Příběh Sarrah Connorové | Jody              | 2 díly |
| 2010      | The Deep End                        | Beth              | vedlejší role, 6 dílů |
| 2010      | Obhájci                             | Alexis            | díl: „Nevada v. Killa Diz“ |
| 2010      | Zákon a pořádek: Los Angeles        | Miranda           | díl: „Hollywood“ |
| 2013      | Glee                                | Electra           | díl: „Naked“ |
| 2013      | Upíří deníky                        | Camille O'Connell | díl: „Původní“ |
| 2013      | Jodi Arias: Dirty Little Secret     | Katie             | TV film |
| 2013-2018 | The Originals                       | Camille O'Connell | Hlavní role (1.–3. řada), host (4. řada), 63 dílů Nominace - Teen Choice Awards v kategorii Nejlepší televizní polibek (s Josephem Morganem) (2016) |
| 2016      | Change of Heart                     | Diane McCarthy    | TV film |
| 2018      | Mommy Group Murder                  | Natalie           | TV film |
| 2019      | Charmed                             | Fiona             | vedlejší role, 8 dílů |

### Hudební videa
| Rok  | Název skladby | Jméno umělce |
| ---- | ------------- | ------------ |
| 2009 | „Get U Home“  | Shwayze      |